# Huracán Beatriz (2011)
El huracán Beatriz fue un huracán de categoría 1 que causó la muerte de cuatro personas tras rozar la costa occidental de México en junio de 2011. Beatriz, la segunda tormenta y huracán nombrada de la temporada de huracanes del Pacífico de 2011, se originó en una zona de mal tiempo el 19 de junio, a varios cientos de millas al sur de México, y se intensificó gradualmente. Al ganar latitud, el sistema se organizó cada vez más y alcanzó la categoría de huracán la noche del 20 de junio. A la mañana siguiente, Beatriz alcanzó vientos de 150 km/h (90 mph) al pasar aproximadamente a 20 km (15 mi) de México. Debido a su interacción con tierra, el huracán se debilitó abruptamente horas después. Temprano el 22 de junio, Beatriz se disipó en aguas abiertas. Antes de su llegada a México, se emitieron alertas y avisos de huracán para las zonas costeras. Cientos de refugios se abrieron en los estados de Colima y Guerrero. Las fuertes lluvias de la tormenta provocaron importantes inundaciones a lo largo del río Sabana en Acapulco, causando la muerte de cuatro personas. Sin embargo, los efectos generales de Beatriz fueron limitados y las lluvias fueron en gran medida beneficiosas para mitigar una sequía severa.

## Historia meteorológica
El 16 de junio de 2011, una vaguada situada frente a la costa sur de Guatemala mostró signos de posible ciclogénesis tropical. Aunque estaba ubicado dentro de una zona favorable al desarrollo, el sistema permaneció amplio y desorganizado a medida que avanzaba lentamente hacia el oesnoroeste. Poco a poco, la convección se consolidó alrededor de una zona de baja presión. El 18 de junio, se emitió una alerta de formación de ciclón tropical para el sistema, ya que se esperaba que se convirtiera en una depresión tropical dentro de las 24 horas. Al día siguiente, la depresión tropical se intensificó y el Centro Nacional de Huracanes la declaró depresión tropical Dos-E a las 15:00 UTC. Al momento de su declaración, la depresión se ubicaba a unos 540 km (335 mi) al sursureste de Lázaro Cárdenas, México. Sin embargo, tras un análisis posterior, la depresión se había formado nueve horas antes. Manteniendo una trayectoria oesnoroeste en respuesta a una dorsal subtropical al norte, se pronosticó que se desplazaría hacia un entorno favorable, caracterizado por baja cizalladura del viento y temperaturas superficiales del mar de hasta 30 °C (86 °F). Tres horas después de la clasificación, la depresión se fortaleció como tormenta tropical Beatriz, la segunda tormenta con nombre de la temporada.
A primeras horas del 20 de junio, la convección aumentó notablemente, con la aparición en imágenes satelitales de varios topes de nubes (indicados por temperaturas en la cima de las nubes inferiores a -80 °C [-112 °F]). También se observó un aumento notable de las corrientes de salida del sur. A medida que la dorsal subtropical al norte de la tormenta se debilitó, Beatriz adquirió un componente más septentrional en su trayectoria, acercando el centro de la tormenta a México. Las bandas convectivas envolvieron gradualmente el sistema a lo largo del día. Durante las horas de la tarde del 20 de junio, un avión cazahuracanes encontró a Beatriz justo por debajo de la fuerza de huracán y, posteriormente, el sistema se actualizó solo unas horas más tarde, mientras se encontraba aproximadamente a 85 millas (140 km) al sureste de Manzanillo, México. A primeras horas del 21 de junio, se formó un ojo de huracán de 37 a 47 km (23 a 29 mi) de ancho dentro del denso cielo nublado central. En vista de esto, el Centro Nacional de Huracanes estimó que Beatriz alcanzó vientos de 150 km/h (90 mph) y una presión barométrica de 977 mbar (hPa; 28,85 inHg); sin embargo, se observó que esta cifra podría ser conservadora, basándose en las estimaciones de 165 km/h (105 mph) de la Universidad de Wisconsin y la División de Análisis Satelital.
Durante la mañana del 21 de junio, Beatriz rozó la costa de México, y su centro pasó aproximadamente a 20 kilómetros al sursureste de La Fortuna, México. Centrado justo frente a la costa de México, el sistema interactuó con la tierra y comenzó a debilitarse. Horas después, la convección disminuyó rápidamente a medida que el aire seco se incorporaba a la circulación. Ante la rápida degradación de la estructura del sistema, el Centro Nacional de Huracanes (CNH) degradó a Beatriz a tormenta tropical. El rápido debilitamiento continuó durante todo el día y, al anochecer, la tormenta ya no tenía una circulación definida. Al carecer de un centro organizado y de convección profunda, se emitió la última alerta sobre Beatriz. Los restos de la tormenta persistieron durante varias horas más antes de disiparse aproximadamente 280 kilómetros al suroeste de Cabo Corrientes, Jalisco.

## Preparativos e impactos

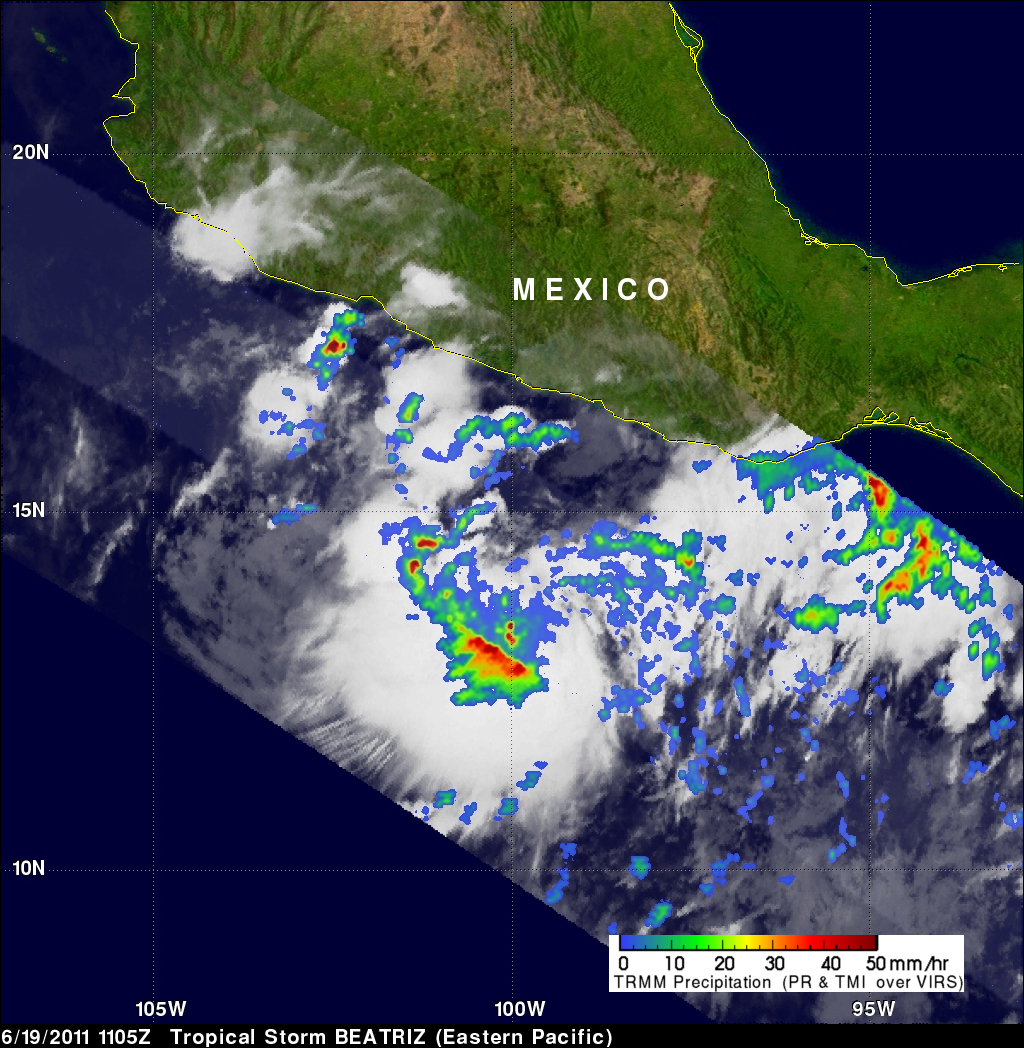
Imagen TRMM de Beatriz el 19 de junio de 2011

Tras la clasificación de la depresión tropical Dos-E el 19 de junio, el gobierno de México emitió una alerta de tormenta tropical para las zonas costeras entre Zihuatanejo y Manzanillo. También se emitió una alerta de huracán desde Tecpan de Galeana hasta Punta San Telmo. Más tarde ese día, la alerta de tormenta tropical se elevó a alerta de huracán y la vigilancia se extendió hacia el oeste hasta La Fortuna. A medida que Beatriz continuó fortaleciéndose, las vigilancias y advertencias se extendieron hacia el oeste hasta Cabo Corrientes el 20 de junio. Temprano el 21 de junio, las alertas más orientales se interrumpieron a medida que Beatriz se alejaba. Más tarde esa mañana, todas las vigilancias y advertencias se suspendieron a la luz del rápido debilitamiento de Beatriz.
En Colima y Jalisco, se advirtió a los residentes sobre fuertes lluvias que podrían provocar inundaciones y deslaves. Las escuelas de ambos estados cancelaron las clases el 21 de junio. En Colima, se abrieron 236 albergues al público. Además, la Armada de México fue puesta en alerta para ayudar en caso de huracán. Un total de 980 refugios temporales fueron abiertos en Guerrero, muchos de ellos en Acapulco, ya que se esperaba que muchos residentes evacuaran la zona propensa a inundaciones. Se emitió alerta naranja para zonas de Chiapas ante posibles lluvias fuertes. En el occidente y suroeste de México, el Servicio Meteorológico Nacional recomendó suspender todo el tráfico aéreo y marítimo hasta el paso de Beatriz.
En todo Guerrero, Beatriz produjo fuertes lluvias, alcanzando un máximo de 222.5 mm (8.76 pulgadas) en Copala, Guerrero. Varias casas en todo el estado resultaron dañadas, aunque ninguna fue destruida. En Acapulco, 380 casas fueron inundadas por las aguas, lo que provocó evacuaciones en áreas construidas en 1999 para reubicar a los residentes después del huracán Pauline. Varios deslizamientos de tierra bloquearon carreteras y un tramo de 100 m (330 pies) de una rotonda quedó destruido. En la comunidad de Amatillo, tres personas murieron tras ser arrastradas por las aguas de la inundación. Las fuertes lluvias provenientes de Beatriz provocaron el desbordamiento del río Sabana, dejando bajo el agua 150 viviendas distribuidas en 14 colonias. Una persona se ahogó en San Agustín tras caer en el río crecido. Veintisiete colonias de la ciudad y sus alrededores se quedaron sin electricidad después de que aguas fangosas entraron en una subestación. En todo Oaxaca, al menos una decena de viviendas perdieron sus techos debido a los fuertes vientos. En partes de Colima, Chiapas, Michoacán y Jalisco se registraron fuertes lluvias, sin embargo en muchas zonas la lluvia resultó benéfica para mitigar una severa sequía.